# Onthophagus plato
Onthophagus plato là một loài bọ cánh cứng trong họ Bọ hung (Scarabaeidae).